# La Veuve
La Veuve település Franciaországban, Marne megyében. Lakosainak száma 603 fő (2022. január 1.). La Veuve Bouy, Les Grandes-Loges, Juvigny, Recy és La Neuville-au-Temple községekkel határos.

## Népesség
A település népességének változása:
| Lakosok száma | 234  | 347  | 522  | 629  | 626  | 625  | 614  | 605  | 599  | 603  |
|               | 1968 | 1982 | 1990 | 2006 | 2013 | 2015 | 2017 | 2019 | 2020 | 2022 |